# Hélène de Danemark
La princesse Hélène de Danemark (c.  1180 morte le 22 novembre 1233 à Lunebourg), héritière de Garding et par son mariage duchesse de Lunebourg, est l'ancêtre de tous les membres postérieurs de la maison des Welf.
Hélène est la fille cadette du roi Valdemar Ier de Danemark et de Sophie de Polock. Elle est la sœur des rois  Knud VI et Valdemar II et de la reine de France Ingeburge de Danemark.
Au cours de l'été 1202, Hélène se marie à Hambourg avec le duc Guillaume de Lunebourg, elle devient ainsi la belle-fille d'Henri le Lion, duc de Saxe, et de sa seconde épouse, Mathilde d'Angleterre. Hélène et Guillaume ont un fils unique, le futur duc, Othon Ier de Brunswick. Après la mort prématurée de son époux en 1213, son frère l'empereur Othon IV du Saint-Empire s'empare de la souveraineté du Lunebourg, comme régent du fils de Guillaume, son homonyme Othon « L'Enfant ».  Othon est ensuite désigné comme héritier des domaines allodiaux de la Maison de Brunswick par son autre oncle Henri IV du Palatinat. La duchesse Hélène meurt en 1233 et est inhumée dans l'abbaye bénédictine de Saint Michel de Lunebourg.

## Source
- (da) Dansk biografisk Lexikon / VII. Bind. I. Hansen - Holmsted / : Helene p. 288.